# اقتصاد ریکاردویی

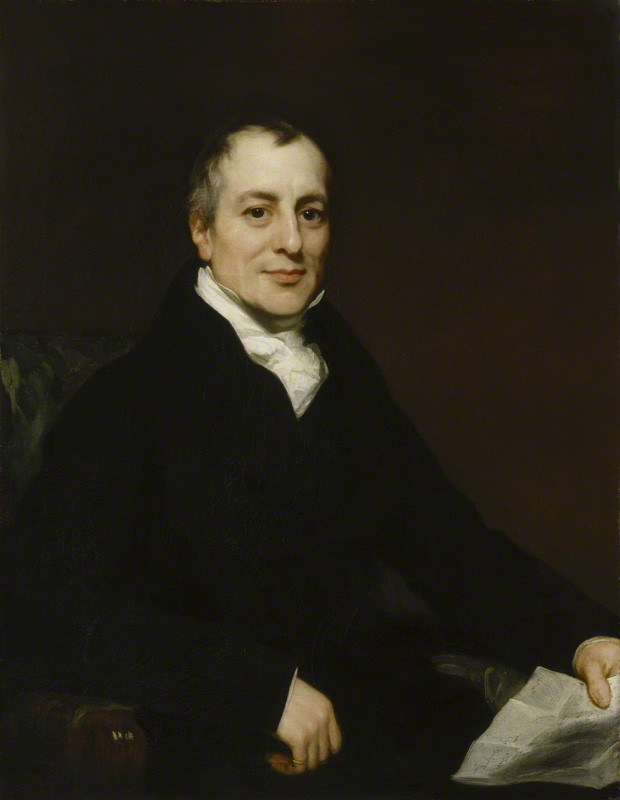
دیوید ریکاردو

اقتصاد ریکاردویی، نظریه‌های اقتصادی دیوید ریکاردو، اقتصاددان سیاسی انگلیسی متولد ۱۷۷۲ است که ثروت خود را از کارگزاری سهام و کارگزاری اوراق بدهی بدست آورد. ریکاردو در سن ۲۷ سالگی کتاب «تحقیق دربارهٔ ماهیت و علل ثروت ملل» آدام اسمیت را خواند و از تئوری‌های اقتصادی او الهام گرفت
ایده‌های اصلی اقتصادی وی در کتاب اصول اقتصاد سیاسی و مالیات (۱۸۱۷) موجود است. ریکاردو مجموعه ای از نظریه‌ها را ارائه می‌دهد که بعداً به پایه‌های نظریه اقتصاد داس کاپیتال مارکس و اقتصاد مارشالی تبدیل می‌شوند، از جمله نظریه‌های او می‌توان به نظریه رانت اقتصادی، تئوری ارزش کار و مهم از همه تئوری مزیت مقایسه ای، اشاره کرد.
ریکاردو اولین مقاله اقتصادی خود را ده سال پس از خواندن کتاب آدام اسمیت نوشت و سرانجام، در قرن ۱۹ هجری به موجب نظریه جنجال شمش که در مورد تورم بود، در انگلیس به شهرت جهانی دست یافت.
این تئوری که ارز اضافی منجر به تورم می‌شود به نظریه پول گرایی معروف شد. وی همچنین با اجرای قوانین یا محدودیت‌ها برای تجارت آزاد و رقابت آزاد بدون دخالت دولت جنگید و این گونه در ظهور اقتصاد کلاسیک سهیم بود.

## قانون بازده کاهنده
قانون بازده کاهنده ایده دیگری است که ریکاردو در مقاله خود در مورد تأثیر قیمت پایین ذرت بر سود سهام معرفی کرده‌است. (ریکاردو، مقاله‌های اقتصادی، هندرسون ۸۲۶). قانون بازده کاهنده بیان می‌کند که اگر واحدهای بیشتری را به یکی از عوامل تولید اضافه کنید و مابقی را ثابت نگه دارید، کمیت یا خروجی ایجاد شده توسط واحدهای اضافی، در نهایت کمتر خواهد شد تا جایی که تولید کل افزایش نخواهد یافت (کاهش می‌یابد).
برای نمونه، مزرعهٔ ساده‌ای را در نظر بگیرید که دارای دو عامل نیروی کار و زمین است فرض کنید این مزرعه ۱۰۰ هکتار زمین و یک کارگر (نیروی کار) دارد. این ترکیب از کار و زمین دارای حد مشخصی از سطح تولید است. حال اگر مقدار عامل کار را ثابت نگه داریم و مقدار زمین را افزایش دهیم، میزان توجه و کار هر کارگر بر روی هر هکتار زمین کاهش می‌یابد (با شرط ثابت بودن سایر شرایط). بنابراین، با وجود این که تولید حاشیه ای (اضافی) حاصل از یک هکتار زمین ممکن است کاهش یابد، تولید کل ممکن است افزایش یابد.
اگر سرانه زمینی که باید توسط یک کارگر انجام شود به مقدار زیادی افزوده شود، در این صورت وسعت زمین بسیار زیاد خواهد شد که با درگیر شدن بیشتر یک کارگر میزان تولید شروع به کاهش می‌کند (یعنی به‌طور میانگین برای هر هکتار زمان کار کمتری صرف خواهد شد). این واقعیت تلطیف شده مرسوم افزایش یک ورودی مولد در حالی که بقیه را ثابت نگه می‌دارد (در مقابل افزایش تمام ورودی‌ها، تولید مقیاس).

## مزیت نسبی
ریکاردو با وضع تعرفه‌ها و ایجاد سایر محدودیت‌های تجارت بین‌الملل مخالف بود. او ایده ای که به عنوان نظریه مزیت نسبی شناخته می‌شود را ابداع کرد (هندرسون ۸۲۷، فسفلد ۳۲۵). براساس شورای تجارت بین‌الملل واشینگتن، مزیت نسبی توانایی تولید یک کالا با هزینه ای کمتر نسبت به کالاهای دیگر در مقایسه با کشورهای دیگر است. در مبانی اقتصاد، ریکاردو بیان می‌کند که مزیت نسبی یک روش تخصصی برای ایجاد کارایی تولید است (۵۲) و هزینهٔ فرصت بین تولیدکنندگان را توصیف می‌کند (۵۳). در بازارهای رقابت کامل و بازارهای بدون تحریف، کشورها تمایل دارند کالاهایی را صادر کنند که دارای مزیت نسبی در تولید آن کالا باشد.
برای نمونه، ما دو کشور را در نظر می‌گیریم که دو کالای کارت و مداد را تولید می‌کنند و زمان مشخصی را برای ساخت یک واحد از کالاها استفاده می‌کنند (جدول را ببینید). کشور اول اگر نیروهای خود را تخصیص بدهد برای تولید مداد می‌تواند ۴ مداد درست کند مخارج آن برابر با تولید یک کارت است، اما این کشور همچنین می‌تواند با هزینه یک مداد ¼ کارت درست کند. برای کشور دو نیز همین منطق وجود دارد: اگر کشور دو در تولید مداد تخصص یابد، با هزینه ۱ کارت، می‌تواند ۲ مداد درست می‌کند.
اگر کشور دو در تولید کارت تخصصی شود، با هزینهٔ تولید یک مداد می‌تواند ½ کارت بسازد. برای این مثال، کشور یک در تولید مداد در مقایسه با کشور دو دارای مزیت نسبی (۴ مداد نسبت به ۲ مداد) می‌باشد، در حالی که کشور دو در مقایسه با کشور یک در تولید کارت دارای مزیت نسبی (یک کارت نسبت به ¼ کارت) می‌باشد. در ایده ریکاردویی در مورد مزیت نسبی، این دو کشور باید در انجام بهترین کار تخصص داشته باشند. براساس دانشنامه اقتصاد فورچون، ایدهٔ ریکاردو در مورد مزیت نسبی "مبنای اصلی اعتقاد بیشتر اقتصاددانان به تجارت آزاد امروز" قرار گرفته‌است(۸۲۷).
|         | ۱ کارت | ۱ مداد   |
| ------- | ------ | -------- |
| کشور یک | ۴ مداد | ۱/۴ کارت |
| کشور دو | ۲ مداد | ۱/۲ کارت |

## استفاده در قرن معاصر
با وجود اینکه دیوید ریکاردو در قرن نوزدهم می‌زیست، بسیاری از مردم از کارها و نظریات او در اقتصاد امروزه استفاده می‌کنند. نظریهٔ ریکاردو در مورد رانت اقتصادی عمدتاً شامل یک مدل کشاورزی شامل کشاورزان و صاحبان زمین بود. از آنجایی که زمین با بهره‌وری بالا محصولات بیشتری نسبت به زمین‌های با بهره‌وری کمتر تولید می کردندو بازار قیمت یکسانی را برای محصولاتی که در زمین‌های مطلوب یا نامطلوب کشت می‌شدند، پرداخت می‌کرد، بنابراین کشاورزان مشتاق بودند که برای زمین‌های با بهره‌وری بالاتر هزینهٔ بیشتری بپردازند تا به ازای پرداخت هزینه بیشتر محصولات بیشتری را بدست آورند (هندرسون ۸۲۷).
ریکاردو نظریه تأثیرگذار دیگری نیز به نام نظریه حداقل دستمزد داشت. او می‌دانست که با افزایش جمعیت، تقاضا برای شغل افزایش می‌یابد و این افزایش جمعیت باعث می‌شود دستمزدها به حدی برسد که پاسخگوی مردم نباشد، زیرا بسیاری از افراد برای زنده ماندن به شغل‌های کم درآمد نیز راضی هستند (St. Clair 9، فسفلد ۳۲۵). این مشاهده حداقل دستمزد نیروی کار امروزه به ویژه زمانیکه به بحث و جدل با اجرای قانون حداقل دستمزد می‌پردازیم، مهم است. ریکاردو در کتابش، در مورد اصول اقتصاد سیاسی و مالیات، بیان می‌کند که میزان پرداختی به شغل‌هایی که برای آنها ارزش بیشتری قائل هستیم، بیشتر از مشاغلی است که برای آنها ارزش چندانی قائل نیستیم (۱۱–۲).
به عقیدهٔ ریکاردو، ارزش ارتباط زیادی با هزینه تولید که شامل دستمزد و سود می‌باشد دارد (St. Clair 27) و قیمتی که به واحد تولیدی پرداخت می‌شود از میزان پرداختی به کارگر تأثیر می‌پذیرد. او همچنین معتقد بود که کیفیت نیروی کار در تولید بر روی ارزش یک محصول تأثیرگذار است (اصول سیاسی ۵). برای مثال به جای افزایش تولید، می‌توان برای کالاهایی که دست‌ساز است کمی بیشتر پرداخت کرد. اگرچه این درست است، همچنین ریکاردو اعتقاد داشت که هنگام قیمت گذاری برای فروش یک کالا باید به قیمت نیروی کار یا قیمت ماشین توجه شود و در قیمت گذاری باید به این دو فاکتور توجه شود(St. Claire 24).
ریکاردو به بسیاری از مسائل از جمله حداقل دستمزد نیروی کار و اجاره پرداختی که امروز در دنیای اقتصادی خود با آن روبرو هستیم، پرداخت (فسفلد ۳۲۵). این مسائل احتمالاً امروزه نیز به اندازه قرن نوزدهم دارای اهمیت است، به همین دلیل نظریه‌های اقتصادی دیوید ریکاردو هنوز هم بخشی مهم از اقتصاد مدرن در دنیای امروز است.